# 蘇丹慕查法沙一世
蘇丹慕查法沙一世（—1179年7月27日），是馬來西亞吉打蘇丹王朝第一位君主，由1136年統治到1179年。
他也是吉打王國最後一位印度教君主，他後來皈依伊斯蘭教改称苏丹慕查法沙，建立吉打蘇丹王朝，成為馬來半島上歷史最悠久的伊斯蘭王國的開國君主。

## 外部連結
- Kedah Genealogy（页面存档备份，存于）
- List of Sultans of Kedah